# Dendropemon bicolor
Dendropemon bicolor är en tvåhjärtbladig växtart som beskrevs av Krug & Urban. Dendropemon bicolor ingår i släktet Dendropemon och familjen Loranthaceae. Inga underarter finns listade i Catalogue of Life.